# Macroscapha atlantica
Macroscapha atlantica är en kräftdjursart som beskrevs av Rosalie F. Maddocks 1990. Macroscapha atlantica ingår i släktet Macroscapha och familjen Macrocyprididae. Inga underarter finns listade i Catalogue of Life.